# Levet (Cher)
Levet és un municipi francès, situat al departament de Cher i a la regió de Centre – Vall del Loira. L'any 2007 tenia 1.319 habitants.

## Demografia

### Població
El 2007 la població de fet de Levet era de 1.319 persones. Hi havia 541 famílies, de les quals 140 eren unipersonals (66 homes vivint sols i 74 dones vivint soles), 205 parelles sense fills, 180 parelles amb fills i 16 famílies monoparentals amb fills.
La població ha evolucionat segons el següent gràfic:
Habitants censats

### Habitatges
El 2007 hi havia 610 habitatges, 552 eren l'habitatge principal de la família, 22 eren segones residències i 36 estaven desocupats. 567 eren cases i 40 eren apartaments. Dels 552 habitatges principals, 415 estaven ocupats pels seus propietaris, 99 estaven llogats i ocupats pels llogaters i 38 estaven cedits a títol gratuït; 3 tenien una cambra, 26 en tenien dues, 80 en tenien tres, 169 en tenien quatre i 275 en tenien cinc o més. 433 habitatges disposaven pel capbaix d'una plaça de pàrquing. A 230 habitatges hi havia un automòbil i a 263 n'hi havia dos o més.

### Piràmide de població
La piràmide de població per edats i sexe el 2009 era:
| Homes | Edats   | Dones |
| ----- | ------- | ----- |
| 0     | 95 o +  | 0     |
| 0     | 90 a 94 | 12    |
| 4     | 85 a 89 | 16    |
| 0     | 80 a 84 | 0     |
| 20    | 75 a 79 | 24    |
| 4     | 70 a 74 | 24    |
| 60    | 65 a 69 | 56    |
| 36    | 60 a 64 | 32    |
| 16    | 55 a 59 | 44    |
| 52    | 50 a 54 | 44    |
| 56    | 45 a 49 | 72    |
| 36    | 40 a 44 | 36    |
| 84    | 35 a 39 | 56    |
| 32    | 30 a 34 | 56    |
| 32    | 25 a 29 | 28    |
| 36    | 20 a 24 | 28    |
| 28    | 15 a 19 | 44    |
| 20    | 10 a 14 | 56    |
| 32    | 5 a 9   | 32    |
| 36    | 0 a 4   | 24    |

## Economia
El 2007 la població en edat de treballar era de 836 persones, 626 eren actives i 210 eren inactives. De les 626 persones actives 580 estaven ocupades (319 homes i 261 dones) i 46 estaven aturades (20 homes i 26 dones). De les 210 persones inactives 85 estaven jubilades, 55 estaven estudiant i 70 estaven classificades com a «altres inactius».

### Ingressos
El 2009 a Levet hi havia 584 unitats fiscals que integraven 1.403,5 persones, la mediana anual d'ingressos fiscals per persona era de 19.149 €.

### Activitats econòmiques
Dels 67 establiments que hi havia el 2007, 10 eren d'empreses de construcció, 12 d'empreses de comerç i reparació d'automòbils, 13 d'empreses de transport, 2 d'empreses d'hostatgeria i restauració, 6 d'empreses financeres, 5 d'empreses immobiliàries, 6 d'empreses de serveis, 10 d'entitats de l'administració pública i 3 d'empreses classificades com a «altres activitats de serveis».
Dels 18 establiments de servei als particulars que hi havia el 2009, 1 era una gendarmeria, 1 oficina de correu, 2 oficines bancàries, 3 tallers de reparació d'automòbils i de material agrícola, 1 paleta, 2 guixaires pintors, 3 lampisteries, 1 electricista, 1 perruqueria, 1 restaurant i 2 agències immobiliàries.
Dels 3 establiments comercials que hi havia el 2009, 1 era una botiga de més de 120 m², 1 una botiga de menys de 120 m² i 1 una fleca.
L'any 2000 a Levet hi havia 17 explotacions agrícoles que ocupaven un total de 2.280 hectàrees.

## Equipaments sanitaris i escolars
L'únic equipament sanitari que hi havia el 2009 era una farmàcia.
El 2009 hi havia 1 escola maternal i 1 escola elemental.

## Poblacions més properes
El següent diagrama mostra les poblacions més properes.